# Bobby Helms
Bobby Helms (Bloomington (Indiana), 15 augustus 1933 – Martinsville (Indiana), 19 juni 1997) was een Amerikaanse countryzanger en componist van Jingle Bell Rock.

## Jeugd
Bobby Helms trad als kind samen op met zijn broer Freddy als The Helms Brothers. Het duo had over een periode van zes jaar talrijke optredens bij plaatselijke radio- en tv-shows. Daarna ging Bobby alleen verder. Ernest Tubb haalde hem in het midden van de jaren 1950 naar Nashville en bemiddelde een platencontract bij Decca Records.

## Carrière
Aan het begin van 1957 verscheen zijn eerste single Fraulein, die enkele maanden nodig had om door te dringen tot de toppositie van de hitlijsten en hield die positie elf weken vast. Bovendien kon hij zich ook plaatsen in de pophitlijst. Zijn volgende single My Special Angel bereikte ook de 1e plaats van de countryhitlijst en werd een top 10-hit. Ook de derde publicatie uit 1957, de kerstsong Jingle Bell Rock, werd een hit. De song werd tijdens de daaropvolgende jaren meervoudig herontdekt in de kerstperiode, ontwikkelde zich in de loop der jaren tot een klassieker en werd gecoverd door onder andere Randy Travis. Ook wanneer hij niet kon optreden in de legendarische Grand Ole Opry, deed hij dit wel in de Town Hall Party, ook een bekende radioshow uit de jaren 1950. Aan het eind van het decennium ontwikkelde zijn muziek zich meer richting rockabilly, wat goed te horen was met het stuk Long Gone Daddy.
In 1958 lukten hem met Just a Little Lonesome en Jacqueline nog een keer top 10-hits, waarna zijn succesreeks voorbij was. Ook een wissel naar Kapp Records in 1965 kon daaraan niets veranderen. Hij bleef echter muzikaal actief en had in 1967 en 1968 enkele kleinere hits als He Thought He'd Die Laughing en So Long. Zijn laatste klassering in de hitlijst behaalde Helms in 1970 met Mary Goes 'Round voor Certron Records, maar nam tot 1983 verder singles op voor MCA Records. Daarna verschenen zijn singles alleen nog bij kleine labels.

## Overlijden
Bobby Helms overleed in 1997 op 63-jarige leeftijd in Martinsville.

## Discografie

### Albums
Decca Records
- 1957: Bobby Helms Sings to My Special Angel

Kapp Records
- 1966: I'm the Man
- 1966: Sorry My Name Isn't Fred

- Bibsys: 7038839
- Biblioteca Nacional de España: XX1715969
- Bibliothèque nationale de France: cb13895118c (data)
- Gemeinsame Normdatei: 134402693
- International Standard Name Identifier: 0000 0001 1574 1512
- Library of Congress Control Number: n93014317
- MusicBrainz: 502b3244-0f7d-470c-99e9-b17fe6bcaabf
- Nationale Bibliotheek van Tsjechië: mzk2005282360
- Nationale Bibliotheek van Israël: 987007315105505171
- Nationale en Universitaire bibliotheek Zagreb: 000496350
- SNAC: w62r44gg
- Système universitaire de documentation: 15983564X
- Virtual International Authority File: 71578191
- WorldCat: E39PBJgmQYfhBDhFwBwW7JG4MP